# Thoradonta
Thoradonta is een geslacht van rechtvleugeligen uit de familie doornsprinkhanen (Tetrigidae). De wetenschappelijke naam van dit geslacht is voor het eerst geldig gepubliceerd in 1909 door Hancock.

## Soorten
Het geslacht Thoradonta omvat de volgende soorten:
- Thoradonta apiculata Hancock, 1915
- Thoradonta aspinosa Ingrisch, 2001
- Thoradonta bengalensis Shishodia, 1991
- Thoradonta butlini Blackith & Blackith, 1987
- Thoradonta centropleura Podgornaya, 1994
- Thoradonta dentata Hancock, 1909
- Thoradonta dianguiensis Deng, Zheng & Wei, 2006
- Thoradonta lancangensis Zheng, 1991
- Thoradonta lativertex Günther, 1938
- Thoradonta longipenna Zheng & Liang, 1991
- Thoradonta longispina Zheng & Xie, 2005
- Thoradonta nigrodorsalis Zheng & Liang, 1991
- Thoradonta nodulosa Stål, 1861
- Thoradonta obtusilobata Zheng, 1996
- Thoradonta palawanica Günther, 1938
- Thoradonta spiculoba Hancock, 1912
- Thoradonta spinata Hancock, 1909
- Thoradonta transspicula Zheng, 1996
- Thoradonta yunnana Zheng, 1983